# Lista de filmes portugueses de 1920
Lista de filmes portugueses de longa-metragem lançados comercialmente em Portugal em 1920, nas salas de cinema.
Notas: Na secção coprodução, passando o cursor sobre a bandeira aparecerá o nome do país correspondente.
| # | Filme                                                                   | Realização             | Género                | Estreia         | Coprodução |
| - | ----------------------------------------------------------------------- | ---------------------- | --------------------- | --------------- | ---------- |
| 1 | Romão, Chauffeur e Mártir                                               | Ernesto de Albuquerque | Documentário, Comédia | 15 de fevereiro | —          |
| 2 | Romão Gonçalves, Boxeur e Atleta                                        | Ernesto de Albuquerque | Documentário, Comédia | 24 de julho     | —          |
| 3 | O Amor Fatal                                                            | Georges Pallu          | Drama                 | 4 de outubro    | —          |
| 4 | Barbanegra                                                              | Georges Pallu          | Drama                 | 21 de outubro   | —          |
| 5 | Romão Gonçalves, Cantor e Nadador - A Visita do Rei dos Belgas a Lisboa | Mário Huguin           | Documentário, Comédia | 13 de novembro  | —          |